# Jean-Baptiste Liénard (graveur)
Ne doit pas être confondu avec Jean-Baptiste Liénard (peintre).
Pour les articles homonymes, voir Liénard.
Jean-Baptiste Liénard, né à Lille le 20 juillet 1758, où il est mort le 16 janvier 1810, est un graveur français.

## Biographie
Élève des Écoles académiques de Lille, puis de Le Bas à Paris, il fut à l’apogée de sa réputation de 1770 à 1795. Il collabora à l’illustration du Voyage pittoresque de la Grèce de Choiseul-Gouffier (1782, 2 vol. in-fol.), du Voyage pittoresque de Naples et de Sicile, par l’abbé de Saint-Non (chez Jean-Baptiste Delafosse, 1781-86, 5 vol. in-fol.), ainsi qu’à l’exécution et à la publication de la Galerie du Palais-Royal, dédiée au duc d’Orléans.
On a encore de lui : les Délices de l’été, d’après Le Prince ; les Monuments de Rome, d’après Hubert Robert ; un Choc de cavalerie, d’après le Bourguignon ; la Rivière, d’après Jan Griffier ; les Cochers, d’après Breenbergh, etc.
Son fils, à qui il commença à apprendre son art, est le peintre Édouard Liénard.